# Soledad del Coyol
Soledad del Coyol är en ort i Mexiko.   Den ligger i kommunen Chapulhuacán och delstaten Hidalgo, i den sydöstra delen av landet, 180 km norr om huvudstaden Mexico City. Soledad del Coyol ligger 340 meter över havet och antalet invånare är 450.
Terrängen runt Soledad del Coyol är bergig söderut, men norrut är den kuperad. Soledad del Coyol ligger nere i en dal. Runt Soledad del Coyol är det ganska tätbefolkat, med 83 invånare per kvadratkilometer. Närmaste större samhälle är Chapulhuacán, 10,7 km nordost om Soledad del Coyol. I omgivningarna runt Soledad del Coyol växer huvudsakligen savannskog.